# Sablé (biscotto)
Sablé è un biscotto della cucina francese originario di Sablé-sur-Sarthe, del dipartimento della Sarthe.
Secondo le lettere della Marchesa di Sévigné, il biscotto sarebbe stato creato per la prima volta a Sablé-sur-Sarthe nel 1670.
In francese la parola Sablè significa sabbioso.